# Xã Farming, Quận Stearns, Minnesota
Xã Farming (tiếng Anh: Farming Township) là một xã thuộc quận Stearns, tiểu bang Minnesota, Hoa Kỳ. Năm 2010, dân số của xã này là 987 người.